# Wolfgang Kuhn (Manager)
Wolfgang Kuhn (* 29. Oktober 1956 in Biberach an der Riß) ist ein deutscher Manager.

## Leben
Kuhn studierte Betriebswirtschaftslehre an der Friedrich-Alexander-Universität Erlangen-Nürnberg und der University of Washington. 1984 promovierte Wolfgang Kuhn am Nürnberger Lehrstuhl für Allgemeine Bank- und Versicherungsbetriebswirtschaft zum Thema Das Nichtmitgliedergeschäft der Kreditgenossenschaften. Danach war er zehn Jahre lang für die Stuttgarter Bank AG als Vorstandsassistent tätig. Anschließend wechselte er zur Bankhaus Bauer AG, bei der er zum Vorstandssprecher aufstieg. Am 15. Mai 2006 verließ er die Bankhaus Bauer AG auf eigenen Wunsch. Einen Monat später wurde Wolfgang Kuhn Vorstandsmitglied bei der Südwestbank und übernahm dort die Leitung der Bereiche Firmenkundengeschäft und Vermögensberatung. Zum 1. Juni 2008 wurde Kuhn Sprecher des Vorstands der Südwestbank. Zwei Jahre später wurde er in seinem Amt bestätigt. Im Mai 2011 wurde Wolfgang Kuhn im Bankenverband Baden-Württemberg Vorstandsmitglied. Im Februar 2013 wurde Kuhn zum Honorarprofessor an der Wirtschaftswissenschaftlichen Fakultät der Universität Leipzig (Institut für Handel und Banken) ernannt. Mit Wirkung zum 15. Juni 2016 bestätigte der Aufsichtsrat der Südwestbank Wolfgang Kuhn vorzeitig für weitere drei Jahre. Am 5. April 2017 wählte die Delegiertenversammlung des Bundesverbandes deutscher Banken in Berlin Kuhn in den Vorstand des Bankenverbandes.

## Mitgliedschaften
- Maschinenfabrik Berthold Hermle AG, Mitglied des Aufsichtsrates (bis 2. Juli 2014 Vorsitzender)[10]
- Baden-Württembergische Wertpapierbörse GmbH, Vorsitzender des Sanktionsausschusses[11]
- Honorarkonsul des Großherzogtums Luxemburg für das Bundesland Baden-Württemberg[12]
- Bundesverband deutscher Banken e. V., Mitglied des Vorstandes[13]
- Bankenverband Baden-Württemberg e. V., Vorsitzender des Vorstandes[14]
- Deutsche Bundesbank – Hauptverwaltung Baden-Württemberg, Mitglied des Beirates[15]
- Stifterverband für die Deutsche Wissenschaft e. V., Mitglied des Landeskuratoriums Baden-Württemberg[16]
- Gretel-Nusser-Stiftung, stellvertretender Vorsitzender des Vorstandes
- Universität Hohenheim e. V., Mitglied im Universitätsrat[17]
- Universitätsbund Hohenheim, Mitglied des Vorstandes und Schatzmeister[18]
- Kunststiftung Baden-Württemberg GmbH, stellvertretender Vorsitzender des Kuratoriums[19]
- Freunde des Kunstmuseums Stuttgart e. V., Mitglied des Vorstandes
- Freundeskreis Stadtmuseum Stuttgart e. V., Mitglied des Vorstandes[20]
- Stuttgarter Kammerorchester e. V., Mitglied im Kuratorium
- Ludwigsburger Schlossfestspiele gGmbH, Mitglied im Kuratorium[21]
- Freundeskreis Anne-Sophie Mutter Stiftung e. V.
- Akademie für gesprochenes Wort –– Uta Kutter-Stiftung, Vorsitzender des Vorstands[22]

## Schriften
- Aufbau von Kundenbindung im Private Banking einer Regionalbank, in: Klaus Fleischer (Hrsg.): Trends im Private Banking III, Köln 2017, ISBN 978-3-86556-472-6, S. 299–309.
- Das Nichtmitgliedergeschäft der Kreditgenossenschaften. Nürnberg 1984, ISBN 3-924677-01-8.
- Organisation des Bankbetriebs. Frankfurt am Main 1994, ISBN 3-7819-1186-1.
- Risikowirtschaft. Eigen- und Fremdfinanzierung im gesamtwirtschaftlichen Kontext. Berlin 2001, ISBN 3-428-10376-9.
- Die Leistungsbeziehungen genossenschaftlicher Geschäftsbetriebe, in: Juhani Laurinkari (Hrsg.): Genossenschaftswesen. München/Wien 1990, ISBN 978-3-486-21739-1, S. 222–226.
- Heutige und künftige Bedeutung des stationären Vertriebs über Zweigstellen, in: Oskar Betsch, Rüdiger Wiechers: Handbuch Finanzvertrieb. Frankfurt 1995, ISBN 978-3-7819-0565-8, S. 157–173.
- Erfolgversprechende Ansätze bei der Konditionierung von Beratungsleistungen, in: Oskar Betsch, Eckart van Hooven, Georg Krupp (Hrsg.): Handbuch Privatkundengeschäft. Frankfurt 1998, ISBN 978-3-7819-0623-5, S. 469–479.
- Stichwort: Kommunikationspolitik, in: KNAPPS Enzyklopädisches Lexikon des Geld-, Bank- und Börsenwesens, 4. völlig neu bearbeitete Auflage, Frankfurt 1999, ISBN 978-3-7819-0596-2, S. 1129–1132.
- Stichwort: Marketing, in: KNAPPS Enzyklopädisches Lexikon des Geld-, Bank- und Börsenwesens, 4. völlig neu bearbeitete Auflage, Frankfurt 1999, ISBN 978-3-7819-0596-2, S. 1287–1290.
- Liquiditätsmanagement im Mittelstand – Banken als Partner, in: Manfred Goeke (Hrsg.): Renaissance der Mittelstandsfinanzierung, 2008, ISBN 978-3-8349-9750-0, S. 83–98.
- Qualitätsführerschaft mit Multikanalvertrieb und Online-Marketing, in: Detlef Stellenkamp, Kai Fürderer (Hrsg.): Handbuch Bankvertrieb. Wiesbaden 2016, ISBN 978-3-658-06446-4, S. 409–422.